# Thangka
Thangka, različno napisana kot thangka, tangka, thanka ali tanka (hindi izgovor: [ˈथान्का]; tibetansko ཐང་ཀ་ ་; Nepal Bhasa: पौभा), je tibetanska budistična slika v tehniki appliqué (prešitje) na bombažni ali svileni tkanini, ki po navadi prikazuje budistično božanstvo, prizor ali mandalo. Thangke se tradicionalno ohranja neuokvirjene in navite v rolo, ko ni na ogled, pritrjena na tekstilno podlago, nekoliko v slogu kitajskih slik, z dodatno svileno prevleko na sprednji strani. Tako obdelane, thangke lahko trajajo dolgo časa, vendar jih je treba, zaradi njihove občutljive narave, hraniti v suhih prostorih, kjer vlaga ne bo vplivala na kakovost tkanine. Večina thangk je relativno majhna, primerljiva po velikosti z zahodno polovično dolžino portreta, vendar so nekatere zelo velike, več metrov v vsaki dimenziji; te so bile zasnovane tako, da so bile na samostanski steni, kot del verskih praznikov. Večina thangk je bila namenjena osebni meditaciji ali poučevanju menihov. Pogosto imajo sestavljene sestave, ki vključujejo številne zelo majhne figure. Osrednje božanstvo je pogosto obdano z drugimi identificiranimi figurami v simetrični sestavi. Pripovedni prizori so manj pogosti, vendar se pojavljajo.
Thangka je pomembno učno orodje, ki prikazujejo življenje Bude, različne vplivne lame in druga božanstva ter bodhisatve. Ena od tem je 'kolo življenja' (bhavacakra), ki je vizualna predstavitev Abhidharma učenja ('umetnost razsvetljenja'). Včasih se izraz uporablja pri delih v drugih medijih, kot je slikanje, vključno z reliefi v kovinskih in lesenih odtisih. Danes se tiskane reprodukcije s plakatno velikostjo naslikane tangke običajno uporabljajo za čaščenje in dekorativne namene. Mnoge tangke so bile izdelane v setih, čeprav so se kasneje pogosto ločile.
Thangka opravlja več različnih funkcij. Podobe božanstev se lahko uporabijo kot učna orodja pri upodabljanju življenja (ali življenj) Bude, ki opisuje zgodovinske dogodke v zvezi s pomembnimi lamami ali ohranjanju mitov, povezanih z drugimi božanstvi. Posvečene podobe so osrednji del rituala ali obreda in se pogosto uporabljajo kot mediji, s katerimi lahko darujete molitve ali prosite. Na splošno in morda najpomembnejše, se religiozna umetnost uporablja kot orodje za meditacijo, ki pomaga približati še eno pot do razsvetljenja. Budistični praktikant Vadžrajane uporablja thangho kot sliko svojega yidama ali meditacijskega božanstva, kot vodilo, tako da vizualizira »sebe kot božanstvo, s čimer ponotranji Budove lastnosti« . Thanghe visijo na sli za oltarjem in mnoge so v spalnicah ali pisarnah menihov in drugih častilcev.

## Zgodovina
Tibetanska budistična slika se je razvila iz razširjenih tradicij zgodnjih budističnih slik, ki so zdaj ohranjene le na nekaj mestih, kot so jame Adžanta v Indiji in jame Mogao ob Svilni cesti v provinci Gansu, Kitajska, ki ima zelo obsežne stenske poslikave in je bila skladišče za zdaj najstarejše tibetanske slike na tkanini. Oblika thangka se je razvijala ob tradiciji tibetanskih budističnih zidnih slik, ki so bile ali so večinoma v samostanih.
Zgodnjo zgodovino oblike je lažje izslediti skozi te freske, ki so preživele v večjem številu kot prenosne slike, ki so nekoč obstajale.  Največ so jih naročili posamezniki, za katere je veljalo, da s tem pridobijo zasluge. Nato so jih lahko dali samostanu ali drugemu posamezniku ali pa so jih zadržali zase. Nekatere thangka imajo na hrbtu napise, da so bile osebna meditacijska slika (thugs dam) pomembnega meniha. Večina umetnikov je bila verjetno menihov, čeprav se zdi, da so obstajali umetniki laiki, kot so to počeli v kiparstvu. Naročnik bi zagotovil materiale, ki so bili pogosto dragoceni in po tradiciji je nadomestilo umetnika veljalo kot "darilo" in ne kot pristojbina. Beseda thangka v klasičnem tibetanskem jeziku pomeni 'stvar, ki jo nekdo odvija' . Thangka je zelo redko podpisana, vendar so nekateri umetniki znani, bolj zato, ker so bili pomembni samostanski voditelji, kot znani kot umetniki. Slikanje je bil vreden dosežek meniha.
Najzgodnejša preživetja tibetanskih slik na tkaninah so v nekaterih kosih iz jame Mogao v Dunhuangu, v provinci Gansu na Kitajskem. V Knjižnični jami je bilo odlagališče starih ali izrabljenih rokopisov, slik, odtisov, tekstilij in drugih predmetov, ki so bili zaprti v 11. stoletju, po več stoletjih nalaganja. Mnoge slike imajo tibetanske napise ali pa so v slogu, ki ga je mogoče prepoznati kot tibetanskega, v nasprotju s prevladujočim kitajskim slogom in nekaterimi deli, ki odražajo indijske sloge.  Čeprav jih je težko datirati velja, da ta dela večinoma prihajajo iz obdobja okoli 781–848, ko je na tem območju vladal Tibet.
Preživetje thangk na tkaninah seveda iz Tibeta se začne v 11. stoletju, po oživitvi budizma; Od tega in 12. stoletja jih je preživelo okoli 20. Takšni zgodnji primeri imajo običajno kompozicije, ki so že kompleksne, vendar manj kot v poznejših primerih. V kasnejših tipičnih kompozicijah je prikazana osrednja figura, ki je obkrožena z manjšimi figurami, pogosto v ogrodnih predelih ali obkrožena z gorečimi haloji ali sedeči na majhnih oblakih. Za temi figurami je pogosto kot ozadje narisana krajina, vključno z nebom, čeprav je malo vidnega. Osrednja figura je lahko božanstvo in arhat ali pomemben menih in iste skupine tvorijo sliko ozadja. Številne figure so lahko različni "vidiki" ali reinkarnacije drug drugega v skladu z budistično teologijo. 
V naslednjih stoletjih se je tibetansko slikarstvo, tako na stenah kot na thangki, še naprej razvijalo v svojem značilnem slogu, ki je uravnotežil dva glavna vpliva indo-nepalskega in kitajskega slikarstva, čeprav je budizem na splošno nazadoval v obeh regijah. Slogi se lahko precej razlikujejo med različnimi regijami Tibeta kot tudi širše regije, kjer so bile thangke naslikane. V Tibetu so ti slogi pogosto bolj vplivali na regije, ki so bile bližje Nepalu in Kitajski. Na butanske thangke je v glavnem vplival osrednji Tibet. Različni meniški redi so razvili tudi nekoliko drugačne slogovne značilnosti.
Tibetanska slika je vključevala številne elemente kitajskega slikarstva, zlasti od 14. stoletja dalje, ki je dosegla vrhunec v 18. stoletju. Eden od vidikov tega je omogočil več prostora in poudarek na krajinskem ozadju. Na splošno je slog figur v thangki še vedno izpeljan iz indo-nepalske tradicije. Giuseppe Tucci pravi, da je bila v času dinastije Čing razvita »nova tibetanska umetnost, ki je bila v določenem smislu pokrajinski odmev kitajske mehke prefinjene okrašenosti 18. stoletja«. Kitajski cesarski dvor je ohranil diplomatske in druge stike s Tibetom iz političnih razlogov, toda ko je mandžurska dinastija Čing prišla na oblast, se je povečalo zanimanje za tibetanski budizem in številna kitajska dela v zelo prefinjenem in elegantnem slogu, so postala sčasoma dokaj ostra kjer so jih izdelali cesarski umetniki in so jih pogosto pošiljali v Tibet kot darila in tako vplivali na lokalne sloge. Poleg sodnega sloga je bil vpliv kitajske krajine blizu Tibetu.
Thangke so bile naslikane na vseh področjih, kjer je cvetel tibetanski budizem, ki je poleg omenjenih že vključeval Mongolijo, Ladak, Sikim in dele himalajske Indije v Arunačal Pradešu, Dharamšali in okrožju Lahaul in Spiti v Himačal Pradešu. Ta se izvaja tudi v delih Rusije (Kalmikija, Burjatija in Tuva) in severovzhodni Kitajski.
Druge tradicije budističnih slik v rolah običajno niso zajete v izrazu thangka, čeprav imajo lahko veliko podobnosti in izhajajo iz istega izvora. Primer je japonsko slikarstvo, kjer je preživelo več zelo zgodnjih primerov iz obdobja Nara (710-794) in obdobje Heian (794 do 1185). Večina teh držav je nacionalna zakladnica Japonske. Raigō-zu se je razvil kot priljubljen žanr, ki prikazuje Budo Amida, ki ga spremljajo bodhisatve, ki sprejemajo duše zvestih v svoj Zahodni raj (Sukhavati). Ti so bili in so še vedno vneseni v hišo osebe, ki je bila blizu smrti.

## Tipi
Na podlagi tehnike in materiala se thangke lahko razvrstijo po tipih. Na splošno so razdeljene v dve široki kategoriji: tiste, ki so naslikane (Tib.) bris-tan in tiste, ki so narejeni iz svile, bodisi v tehniki appliqué ali z vezenjem.
Thangke so nadalje razdeljene na te bolj specifične kategorije:
- Slikano v barvah (Tib.) tson-tang - najpogostejši tip.
- Appliqué (Tib.) go-tang.
- Črno ozadje - pomeni zlato črto na črnem ozadju (Tib.) nag-tang.
- Tiskano - papir ali tekstil, obrisano, tiskano z lesorezom.
- Vezenje (Tib.) tsem-thang.
- Zlato ozadje - ugodno zdravljenje, ki se uporablja preudarno za miroljubna, dolgotrajna božanstva in popolnoma razsvetljene bude.
- Rdeča podlaga - dobesedno zlata črta, vendar se nanaša na zlato črto na živo rdečo (Tib.) mar-tang.

Medtem ko so tipične thangke precej majhne, z naslikano površino med 20 in 50 centimetrov visoke, obstajajo tudi velikanske festivalske thangke, po navadi v tehniki appliqué in oblikovane tako, da se jih v posebnih samostojnih situacijah odvija proti zidu v samostanu. Te so verjetno širše kot višje in so lahko dolge 20 m ali več, morda 6 m ali več visoke. V Butanu se te imenujejo thongdrel. Obstajajo tudi večje od povprečnih, ki so bile zasnovane za oltarje ali prikaz v templjih.
Nekoliko so povezani tibetanski tsakli, karte, ki izgledajo kot miniaturne thangke, lahko do 15 centimetrov visoke in pogosto kvadratne, običajno vsebujejo eno samo sliko. Ti so bili večinoma izdelani v sklopih in so se običajno uporabljali v zgodnejših fazah usposabljanja menihov ali kot kartice za iniciacijo ali kot darilo ali za izdelavo začasnih mandal. Druga sorodna oblika je poslikan lesen pokrov za knjigo rokopisov, ki je dolg ozek trak, tipično približno 6 cm krat 55 cm, ki je pogosto poslikan z vrsto sedečih figur v predelkih. Tehnike obeh oblik so v bistvu enake kot za thangko in verjetno so na njih delali isti umetniki. Ker so thangke lahko precej drage, ljudje danes uporabljajo plakate thangk kot alternativo pravim thangkam za verske namene.
Viri o azijski umetnosti pogosto opisujejo vse-tekstilne thangke kot 'tapiserija'. Thangke, ki ustrezajo običajni definiciji tapiserije s podobo, ustvarjeno le s tkanjem enega kosa tkanine z različnimi barvami niti, so izjemno redke, čeprav je znanih nekaj primerov tapiserij v kitajski kesi tehniki, večinoma iz srednjeveškega obdobja. V muzeju Ermitaž je velik primer, čeprav se v tej in drugih delih različne barve tkejo ločeno in nato sešijejo v vrsto mozaikov. [14] Večina thangk, ki je opisana kot tapiserija, je kombinacija vezenin, tehnike appliqué in drugih tehnik.

## Izdelava
Thangke so naslikane na bombažu ali svili. Najpogostejši je rahlo tkani bombaž, proizveden v širinah od 40 do 58 cm. Medtem ko obstajajo nekatere variacije, imajo thangke širše od 45 cm pogosto šive v podporo. Barva je sestavljena iz pigmentov v vodotopnem mediju živalskega lepila. Uporabljajo se mineralni in organski pigmenti. V zahodni terminologiji je to tehnika distemper; čeprav je pogosto opisana kot oblika gvaša, je to napačno in barva je bila nanesena kot topla tekočina, ki je bila mešana malo pred nanosom. 
V Nepalu je na nekaterih delih thangka slikarstva tudi prevleka iz 24 karatnega zlata, zato je umetnost malo dražja.
Večina starih thangk ima napise na hrbtni strani, po navadi mantro prikazanega božanstva, včasih pa tudi informacije o poznejših lastnikih, čeprav redko informacije o prvotnem naročniku ali umetniku. Včasih rentgenski žarki omogočajo prvotne napise pod barvo na sprednji strani slike. Napisi so lahko v obliki stupe ali včasih tudi drugih oblik. 
Kompozicija thangke, kot pri večini budistične umetnosti, je zelo geometrična. Roke, noge, oči, nosnice, ušesa in različni obredni pripomočki so postavljeni na sistematično mrežo kotov in križišč. Usposobljen umetnik thangk bo na splošno izbral med različnimi predmeti, ki jih bo vključil v kompozicijo, od posod za miloščino in živali, do oblike, velikosti in kota oči, nosa in ustnic. Postopek se zdi zelo metodičen, vendar pogosto zahteva globoko razumevanje vključene simbolike, da se zajame njen duh.
Thangka je pogosto preplavljena s simboliko in aluzijo. Ker je umetnost izrecno religiozna, morajo biti vsi simboli in aluzije v skladu s strogimi smernicami iz budističnega spisa. Umetnik mora biti ustrezno usposobljen in imeti dovolj veroizpovedi, znanja in ozadja, da ustvari natančno in ustrezno thangko:
Tibetanska umetnost ponazarja nirmanakajo, fizično telo Bude in tudi lastnosti Bude, morda v obliki božanstva. Zato morajo umetniški predmeti upoštevati pravila, ki so določena v budističnih spisih glede razmerij, oblike, barve, drže, položaja rok in atribute, da bi pravilno utelešali Budo ali božanstva. 

## Nepal
Najstarejše preživele slike thangk iz Nepala segajo v 14. stoletje, vendar je to verjetno izvor, ko so budisti in hindujci začeli ponazarjati božanstva in naravne prizore. Tibetanski in kitajski vpliv na nepalske slike je v zgodovini očiten v slikah paubha (tangka), nepalski slogi pa so pomembno vplivali na tibetansko umetnost. Slike paubha sta dve vrsti, palas, ki so ponazoritvene slike božanstev in mandale, ki so mistični diagrami slik kompleksnih testnih predpisanih vzorcev krogov in kvadratov, ki imajo vsak poseben pomen. Preko Nepala je bil Mahajana budizem uveden v Tibet v času vladanja Angšuvarme v 7. stoletju našega štetja. Zato je bilo povpraševanje po verskih ikonah in budističnih rokopisih za novo zgrajene samostane po vsem Tibetu veliko. Številni budistični rokopisi, vključno s Prajnaparamito, so bili kopirani v  Katmandujski dolini za te samostane. Astasahas rika Prajnaparamita je bila na primer v Patanu kopirana leta 999, v času vladavine Narendra Dev in Udaja Deva za samostan Sa-Shakya v Tibetu. Za samostan Nor v Tibetu sta bili v Nepalu izdelani dve kopiji, ena od Astasahas rika Prajnaparamita leta 1069, druga pa Kavyadarsha leta 1111. Vpliv nepalske umetnosti se je v 13. stoletju redno razširil na Kitajsko. Nepalski obrtniki so na njihovo zahtevo poslali na dvor kitajskih cesarjev, da opravijo svoje delo in posredujejo strokovno znanje, pri čemer je nepalski inovator in arhitekt Balbahu, znan po svojem priljubljenem imenu Araniko, postal glavni cesarski umetnik pri Kublajkanu.
Po iznajdbi papirja je palmov list postal manj priljubljen, vendar se je uporabljal vse do 18. stoletja. Papirni rokopisi so posnemali podolgovato obliko, vendar so bili širši od palmovih listov. Od 15. stoletja dalje se v nepalski thangka postopoma pojavljajo svetlejše barve. Zaradi vse večjega pomena tantričnega kulta so bili različni vidiki Šive in Šakti naslikani v običajnih pozah. Mahakala, Mandžušri, Lokešvara in druga božanstva so bila enako priljubljena in tako so bili pogosto predstavljeni tudi na thangka slikah kasnejših datumov. Tantrizem pooseblja ideje ezoterične moči, čarobne sile in veliko različnih simbolov, v slikarstvu tega obdobja pa je močan poudarek na ženskem elementu in spolnosti.
Verske slike, ki jih častijo kot ikone, so znane kot paubha pri Nevarcih in thangka v tibetanščini. Izvor slik paubha ali thangka lahko pripišemo nepalskim umetnikom, ki so odgovorni za ustvarjanje številnih posebnih kovinskih del in stenskih slik ter iluminiranih rokopisov v Tibetu. Zavedajoč se velikega povpraševanja po verskih ikonah v Tibetu, so ti umetniki, skupaj z menihi in trgovci, vzeli s seboj iz Nepala ne le kovinske skulpture, temveč tudi številne budistične rokopise. Eden od prvih eksponatov nepalskega slikarstva thangka izhaja iz 13. / 14. stoletja in prikazuje Amitabho, ki ga obkroža bodhisatva. Druga nepalska thangka s tremi datumi v napisu (zadnja, ki ustreza 1369) je ena od prvih znanih thangk z napisi. Višnu mandala iz leta 1420 je še en lep primer slikarstva tega obdobja. Zgodnje nepalske thangke so preproste oblike in sestave. Glavno božanstvo, velika figura, zavzema osrednje mesto, medtem ko je obkroženo z manjšimi liki manjših božanstev.
V času vladanja tibetanskega kralja Dharme Trisonga Duetsena so tibetanski mojstri s pomočjo raziskav in študij tradicije različnih držav izboljšali svoje že razvite umetnosti. Thangha slikarske linije in mere, kostumi, izvedbe in okraski večinoma temeljijo na indijskih slogih. Risba figur temelji na nepalskem slogu, ozadje pa na kitajskem slogu. Tako so thangka slike postale edinstvena in prepoznavna umetnost. Čeprav se je praksa thangka slikarstva prvotno izvajala kot način pridobivanja ugodnosti, se je danes razvila v komercialno dejavnost in plemenit namer je razvodenel. Tibetanci ne prodajajo thangk v velikem obsegu, saj prodaja religioznih predmetov tibetanski skupnosti ni naklonjena, zato tibetanske skupine niso bile sposobne monopolizirati priljubljenosti thangk med budističnimi in umetnostnimi navdušenci iz zahoda.
Thangka se je razvila v severnih himalajskih regijah med lamami. Poleg lam, thangke izdelujejo tudi Gurung in Tamang skupnosti, kar jim zagotavlja veliko možnosti zaposlitve za veliko ljudi v hribih. 

## Galerija
- 11. ali 12. stoletje thangka Amitaja Buda, s portreti donatorjev na dnu.
- Menih slika thangko v Potali v Lhasi leta 1938
- Thanka z ozadjem in naslovnico zgoraj
- Jina Buda Ratnasambhava, Centralni Tibet, samostan Kadampa, 1150–1225
- 'Dhjani Buda Akšobhja', tibetanska thangka, pozno 13. st., Honolulu Museum of Art. Ozadje je sestavljeno iz več slik petih Dhjani Bud.
- Buda thangka s sto zgodbami Džataka, Tibet, 13.-14. stoletje
- Majhen tsakli, 13.-14. st.
- 17. st., Centralni Tibet, thanka Guhyasamaja Akshobhyavajra, Rubin Museum of Art
- Jama, Tibet, 17.- zgodnje 18. st.. Več kot 6 čevljev visoka, To je bil prvotno eden od niza zaščitnih božanstev.[14]
- Jama Dharmapala, tibetansko-kitajska, svilena vezenina, 18. stoletje
- 18. st., vzhodno tibetanska thangka, s Samaya Tara Yogini v sredini in modrim, rdečim, belim in rumenim taras v vogalih, Rubin Museum of Art
- Butanska thangka Mt. Meru in budistično vesolje, 19. st., Trongsa dzong, Trongsa, Butan
- Poslikana butanska medicina Buda mandala z boginjo Prajnaparamita v centru, 19. stoletje Rubin Museum of Art
- Butanska drukpa Kagyu applique budistična rodbinska tangka z Budo Šakjamuni v središču, 19. stoletje, Rubin Museum of Art
- Butanska poslikana popolna mandala, 19. stoletje, Seula Gompa, Punakha, Butan
- Butanska naslikana thangka guruja Nyime Ozerja, konec 19. stoletja, Do Khachu Gompa, Chukha, Butan
- Butanska naslikana thangka Milarepe (1052–1135), konec 19. in začetek 20. stoletja, Dhodeydrag Gompa, Thimphu, Butan
- Butanska naslikana thangka iz zgodb Džataka, 18.-19. stoletje, Phajoding Gompa, Thimphu, Butan
- Kitajski cesar Qianlong oblečen kot menih.
- Kolo življenja, približno iz leta 1800, Birmingham Museum of Art
- Mahasiddha Ghantapa (spodaj), iz niza thangka Situ Panchena, ki prikazuje osem velikih tantričnih spretnosti. 18. stoletje, s kitajskim vplivom.
- Tibetanska thangka Chemchok Heruka
- Ena od para knjižnih platnic, okoli 12. stoletje
- Slikanje z mongolsko distempero iz 19. stoletja z zlatimi odtenki, ki prikazuje Šakjamunija ob Avalokiteśvari in Mandžušri. Oblika Mandžušrija, ki je upodobljena tukaj, ne uporablja značilnega gorečega meča, vendar obstaja več oblik osem velikih bodhisatva, nekatere temeljijo na indijskih tradicija in druga vizija zgodovinskih mojstrov.